# استئصال النخامية
اسْتِئْصالُ النُّخَامِيَّة (بالإنجليزية: Hypophysectomy)‏، هي عملية جراحية لإزالة الغدة النخامية، يتم إجراؤها بشكل شائع لعلاج الأورام؛ خاصةً الأورام القحفية البلعومية. في بعض الأحيان يتم اجراؤها لعلاج متلازمة كوشينغ والتي تحدث بسبب ورم حميد في الغدة النخامية.
الأدوية التي تُعطى كعلاج بديل للهرمونات بعد استئصال النخامية غالبًا ما تكون عبارة عن هرمونات قشرية سكرية. قد يحصل داء أديسون الثانوي وفرط شحميات الدم نتيجةً لإزالة النخامية، ويتم التحكم باستقلاب الكوليسترول عن طريق هرمون الغدة الدرقية.

## المضاعفات
يؤدي استئصال الغدة النخامية في أي عمر إلى ضمورٍ في الغدة الدرقية و الغدد الكظرية بالإضافة إلى الوهن والهزال. عندما يتم تنفيذ الإجراء قبل البلوغ، تظل الأعضاء التناسلية غير متطورة وظيفياً.
هناك أيضا نقص عام في النمو إذا ما أجريت بعد البلوغ، حيث تُفقد الوظيفة التناسلية وتضمر الغدد التناسلية والهياكل التناسلية التبعية.
هناك خطر من تسرب السائل النخاعي الدماغي أيضاً، بسبب ثقب قاعدة الجمجمة، وخطر زيادة ضغط السائل النخاعي الدماغي الذي قد يؤدي إلى تغيرات في الجهاز العصبي المركزي. بعد الجراحة، قد يكون لدى المرضى تغير شديد في الصورة الذاتية قد تؤدي إلى زيادة خطر الانتحار. هناك أيضا خطر متزايد للنزيف والعدوى الثانوية بعد العملية الجراحية.

## الروابط الخارجية
- Encyclopedia of Surgery